# Kujtim Spahivogli
Kujtim Spahivogli (Lushnjë, 30 giugno 1932 – Tirana, 7 luglio 1987) è stato un attore, drammaturgo e regista albanese.

## Biografia
Nacque a Lushnjë, nell'allora Regno d'Albania, il 30 giugno 1932 in una famiglia borghese originaria di Elbasan ed ebbe un fratello maggiore, Skënder, e una sorella, Dhurata; all'età di sei anni rimase orfano del padre. Durante la seconda guerra mondiale, la casa della vedova Spahivogli divenne una base del Movimento di Liberazione Nazionale e anche i due giovani figli maschi, che nel 1944 avevano rispettivamente 14 e 12 anni, parteciparono alla resistenza.
Dopo la liberazione del paese si iscrisse nel 1945 all'istituto tecnico, entrando tra le fila dell'organizzazione giovanile del Partito Comunista, ma mostrava già un discreto interesse per la recitazione, trovandosi spesso ad esercitarsi segretamente davanti ad uno specchio; seguendo questa sua passione, lasciò l'istituto tecnico al secondo anno e si iscrisse al Liceo artistico Jordan Misja, inaugurato nel 1946 a Tirana, diplomandosi nel 1951. Proseguì gli studi all'Istituto statale di arti teatrali di Mosca, laureandosi con lode nel 1958, mentre dal 1956 iniziò a lavorare come attore e regista presso il Teatro popolare di Tirana; a partire dal 1959 fu anche docente presso la Scuola superiore di recitazione Aleksandër Moisiu, poi confluita nell'Istituto superiore d'arte. Sposò la scrittrice e poetessa Vllasova Musta, da cui ebbe una figlia, Ani, nato nel 1972.
Nel 1973 fu espulso dal Partito del Lavoro e licenziato dai suoi incarichi per la sua vicinanza a Fadil Paçrami oltre che per tendenze "liberaliste" e "occidentali", venendo inviato in esilio nella prefettura di Fier; contestualmente divorziò dalla moglie, con l'obiettivo di proteggere la famiglia.
Morì solo, probabilmente a causa di un infarto, nella sua casa di Tirana il 7 luglio 1987. Dopo la caduta del regime socialista, negli anni 1990, fu insignito del titolo di Artista del popolo.